# L'Egisto
L'Egisto (en español, Egisto) es una favola dramatica musicale (ópera) en un prólogo y tres actos con música de Francesco Cavalli y libreto en italiano de Giovanni Faustini (su segundo texto para Cavalli). Se estrenó en el Teatro San Cassiano de Venecia en 1643.
Fue una ópera muy exitosa en su época, y posteriormente se representó por toda Italia. Raramente representada en tiempos modernos, el estreno de la ópera en Estados Unidos la hizo la Ópera de Santa Fe el 1 de agosto de 1974. Esta ópera rara vez se representa en la actualidad; en las estadísticas de Operabase no aparece entre las óperas representadas en el período 2005-2010.

## Argumento
Egisto es descendiente del dios solar Apolo. Un año antes de que empiece la trama, amó a Clori, quien le devolvió el amor. Mientras estaban a orillas del mar en la isla de Delos, fueron capturados por piratas y vendidos por separado como esclavos. Climene, una joven en la isla de Zacynthos, fue capturada aproximadamente al mismo tiempo por los mismos piratas el mismo día de su matrimonio con Lidio. La vendieron al mismo cruel amo que Egisto. Un año más tarde, lograron escapar y Egisto ha escoltado a Climene de vuelta a su casa, la isla de Zacynthos, donde la principal acción tiene lugar. Ambos están buscando a sus amantes. Lo que no saben es que los piratas habían llevado a Clori a Zacynthos, donde ella se enamoró de Lidio. Ipparco, el hermano de Climene, también se enamoró de ella.
La división en actos refleja el paso del día desde el amanecer hasta la noche y de nuevo a la aurora, para mantener la herencia de Egisto como descendiente del Sol.

### Acto I
En la mañana, Egisto y Climene han llegado a la isla, está establecida la situación de las dos parejas desemparejadas. Lidio y Clori son amantes mientras Egisto y Climene son amigos.

### Acto II
Por la tarde, Egisto y Climene intentan volver a sus anteriores amantes, solo para que ellos los rechacen.

### Acto III
Cuando cae la noche, vemos las maquinaciones de los dioses detrás de los sufrimientos de los personajes sobre la Tierra. Lidio es capturado por Ipparco, y Egisto enloquece. La historia sin embargo tiene un final feliz.